# 나가이케 나쓰코
나가이케 나쓰코(일본어: 永池 南津子, 1985년 8월 3일~)는 일본의 여성 배우이자, 모델이다.